# Шельша
Шельша — река в России, протекает в Пошехонском районе Ярославской области. Течёт в основном на юг. Устье реки находится в 500 метрах по правому берегу реки Согожа, напротив центра города Пошехонья. Длина реки — 37 км, площадь её водосборного бассейна — 102 км².

## Данные водного реестра
По данным государственного водного реестра России относится к Верхневолжскому бассейновому округу, водохозяйственный участок реки — Рыбинское водохранилище до Рыбинского гидроузла и впадающие в него реки, без рек Молога, Суда и Шексна от истока до Шекснинского гидроузла, речной подбассейн реки — Реки бассейна Рыбинского водохранилища. Речной бассейн реки — (Верхняя) Волга до Куйбышевского водохранилища (без бассейна Оки).
По данным геоинформационной системы водохозяйственного районирования территории РФ, подготовленной Федеральным агентством водных ресурсов:
- Код водного объекта в государственном водном реестре — 08010200412110000010003
- Код по гидрологической изученности (ГИ) — 110001000
- Код бассейна — 08.01.02.004
- Номер тома по ГИ — 10
- Выпуск по ГИ — 0